# Guardando Lassie in TV/Guardando Lassie in TV (strumentale)
Guardando Lassie in TV/Guardando Lassie in TV (strumentale)  è un singolo dell'attore e cantante Christian De Sica, inciso nel 1977 ma depositato e pubblicato solo nel 1978.
Il brano era la prima sigla della serie televisiva Lassie utilizzato fino alla diciassettesima stagione, prima di venire sostituito da Ciao Lassie, cantata da Georgia Lepore, quando le ultime due stagioni della serie vennero trasmesse in Italia col titolo Le nuove avventure di Lassie.
Il brano è stato scritto da Franco Migliacci, su musica di Enrico Zannelli,e arrangiamento di Giacomo Tosti. Sul lato B è incisa la versione strumentale.

## Tracce
Lato A
- Guardando Lassie in TV - (Franco Migliacci--Enrico Zannelli)

Lato B
- Guardando Lassie in TV (strumentale) - (Franco Migliacci-Enrico Zannelli)